# 成玉蘊
成玉蘊（越南语：／；1835年—1893年），字行之（越南语：／），越南阮朝官員。

## 家世
成玉蘊是河內省懷德府壽昌縣金蓮總白梅坊（今河內市二征夫人郡白梅坊）人，祖籍廣東。屬明時期，祖先成光裕在交阯承宣布政使司擔任驩州助教，後明軍北還，成光裕跟隨明軍回國。明亡後，成玉蘊祖先南遷，入籍後黎朝奉天府壽昌縣。

## 生平
成玉蘊生於明命十六年（1835年），少年好學。嗣德八年（1855年），參加河內場鄉試，考中舉人。嗣德十八年（1865年），考中副榜。初授翰林院檢討，後補仙遊知縣。嗣德二十五年（1872年），升任監察御史，後因父母年老，改授興安督學，方便就近奉養父母。
成玉蘊擔任督學十餘年，累升至侍讀學士。同慶二年（1887年），升授光祿寺卿，仍任督學。次年（1888年），回朝充任國史館纂修。成泰五年（1893年），成玉蘊去世，年五十九歲。

## 子女
- 子成玉珖（成玉著），同慶三年舉人